# Otto Rank

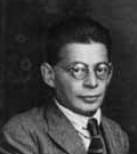
Otto Rank in 1922

Otto Rank (Wenen, 22 april 1884 – New York, 31 oktober 1939) was een Oostenrijks psychoanalyticus, schrijver en therapeut. 
Rank - geboren als Otto Rosenfeld - was gedurende 20 jaar een van Sigmund Freuds naaste collega's.

## Werk
- Der Künstler : Ansätze zu einer Sexual-Psychologie (1907)
- Der Mythus von der Geburt des Helden : Versuch einer psychologischen Mythendeutung (1909)
- Die Lohengrinsage : Ein Beitrag zu ihrer Motivgestaltung und Deutung (1911)
- Das Inzest-Motiv in Dichtung und Sage : Grundzüge einer Psychologie des dichterischen Schaffens (1912)
- Die Bedeutung der Psychoanalyse für die Geisteswissenschaften (mit Hanns Sachs; 1913)
- Don Juan, eine Gestalt (1914)
- Psychoanalytische Beiträge zur Mythenforschung (1919)
- Das Trauma der Geburt und seine Bedeutung für die Psychoanalyse (1924): Neuausgabe: Giessen: Psychosozial-Verlag, 2., unveränd. Nachdr. 2007, ISBN 978-3-89806-703-4
- Der Doppelgänger. Eine psychoanalytische Studie (1925), Neuausgabe: Wien: Turia & Kant, 1993, ISBN 978-3-85132-062-6
- A Psychology of Difference: The American Lectures, Princeton University Press, 1996, ISBN 0-691-04470-8
- Kunst und Künstler : Studien zur Genese und Entwicklung des Schaffensdranges, Erstveröff. des dt. Urmanuskriptes von 1932. - Gießen : Psychosozial-Verl., 2000, ISBN 3-89806-023-3
- Erziehung und Weltanschauung : Eine Kritik d. psychol. Erziehungs-Ideologie, München : Reinhardt, 1933
- Technik der Psychoanalyse (3 Bände; 1926-31), Neuausgabe: Gießen : Psychosozial-Verl., 2005
- Entwicklungsziele der Psychoanalyse: zur Wechselbeziehung von Theorie und Praxis (met Sándor Ferenczi; 1924), Neuausgabe: Wien : Turia und Kant, 1995, 2. Aufl. 2009, ISBN 978-3-85132-493-8
- Der Mythos von der Geburt des Helden : Versuch einer psychologischen Mythendeutung, Nachdr. der 2. Aufl. von 1922. - Wien : Turia und Kant, 2000, 2. Aufl. 2009, ISBN 978-3-85132-498-3